# Би Кејв (Тексас)
Би Кејв (енгл. Bee Cave) град је у америчкој савезној држави Тексас. По попису становништва из 2010. у њему је живело 3.925 становника.

## Демографија
Према попису становништва из 2010. у граду је живело 3.925 становника, што је 3.269 (498,3%) становника више него 2000. године.
| Група             | 2000.       | 2010.         |
| Белци             | 591 (90,1%) | 3.136 (79,9%) |
| Афроамериканци    | 0 (0,0%)    | 51 (1,3%)     |
| Азијати           | 1 (0,2%)    | 216 (5,5%)    |
| Хиспаноамериканци | 50 (7,6%)   | 407 (10,4%)   |
| Укупно            | 656         | 3.925         |